# Ján Chryzostom Korec

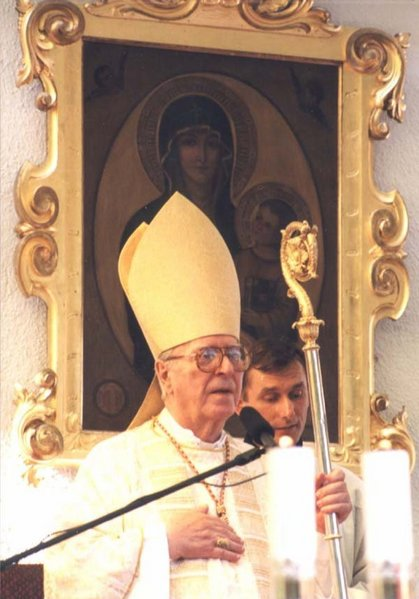
Ján Chryzostom Kardinal Korec (November 2005)

Wappen von Ján Chryzostom Kardinal Korec

Ján Chryzostom Kardinal Korec SJ (* 22. Januar 1924 in Bošany; † 24. Oktober 2015 in Nitra) war ein slowakischer Jesuit und Bischof von Nitra.

## Leben
Ján Chryzostom Korec trat 1939 in den Jesuitenorden ein und studierte Katholische Theologie und Philosophie. Wegen der Unterdrückung des Ordens durch die Kommunisten musste er seine philosophischen Studien abbrechen. Er empfing im Jahre 1950 die Priesterweihe. Im Alter von 27 Jahren spendete ihm Bischof Paul Hnilica am 24. August 1951 heimlich die Bischofsweihe in der kommunistischen Ära.
In den folgenden neun Jahren arbeitete Korec in einer Fabrik. 1960 wurde er wegen verbotener Seelsorgearbeit inhaftiert und saß von 1960 bis 1968 im Gefängnis, wo er sich aufopferungsvoll um seine Mitgefangenen kümmerte. Nach mehreren Eingaben wurde er im Zuge einer Generalamnestie im 1968 rehabilitiert. In angeschlagenem Gesundheitszustand musste er in der Folgezeit als Straßenreiniger und Fabrikarbeiter arbeiten. 1974 wurde die zuvor ausgesprochene Rehabilitation annulliert, und Korec wurde erneut für vier Jahre inhaftiert. 1978 entließ man ihn wegen seines schlechten Gesundheitszustands vorzeitig aus der Haft. Zunächst arbeitslos, fand er dann eine Anstellung als Lagerist in einer Chemiefabrik.
Nach dem Wegfall des Eisernen Vorhangs ernannte ihn Papst Johannes Paul II. im Jahre 1990 zum Bischof von Nitra. Im feierlichen Konsistorium des Jahres 1991 wurde Korec dann als Kardinalpriester mit der Titelkirche Santi Fabiano e Venanzio a Villa Fiorelli in das Kardinalskollegium aufgenommen.
Am Konklave 2005, in dem Papst Benedikt XVI. gewählt wurde, nahm er nicht teil, da er zu diesem Zeitpunkt das für die aktive Papstwahl zulässige Höchstalter von 80 Jahren bereits überschritten hatte. Er war jedoch zu den Sitzungen der Kardinalskongregation, die über den Beginn des Konklave verhandelte, und bei der Überführung des Körpers des verstorbenen Papstes Johannes Paul II. in den Petersdom anwesend.
Am 9. Juni 2005 nahm der Papst seinen altersbedingten Rücktritt als Bischof von Nitra an. Seit dem Tod des tschechischen Bischofs Karel Otčenášek am 23. Mai 2011 war Korec der dienstälteste Bischof der Welt.